# 王繼美
王继美（？—？），字雉食，號元玉，南直隶扬州府兴化县人，明朝政治人物。同进士出身。

## 生平
萬曆二十五年（1597年）丁酉科顺天府乡试舉人，三十二年（1604年）甲辰科進士。工部觀政，授河南孟津知县，本年调洛阳县，丁憂，三十五年補顺昌县，四十一年降山东运司知事，四十二年升贵溪知县，四十四年考察，泰昌元年升刑部主事，天启元年调户部山西司，本年升贵州司郎中，管粮，三年升山东右参议沂州兵备道，五年考察。